# Edith Rzodeczko
Edith Rzodeczko (* 25. Februar 1927 in Groß-Peterwitz; † 10. Januar 1984 in Dresden) war eine deutsche Malerin und Grafikerin.

## Leben und Werk
Edith Rzodeczko besucht von 1933 bis 1943 die Volksschule und Aufbauklassen in Breslau. Anschließend machte sie dort bis 1945 eine Buchhändlerlehre. 1945 flüchtete sie vor den anrückenden sowjetischen Truppen. Es begann eine schwere chronische Herzerkrankung. 1945 bis 1948 arbeitete sie als Land- und Fabrikarbeiterin. Von 1948 bis 1949 besuchte sie die Vorstudienabteilung der Martin-Luther-Universität Halle / Wittenberg, wo sie das Abitur machte. Von 1949 bis 1951 studierte sie an der Universität bei Conrad Felixmüller Kunsterziehung und von 1951 bis 1956 bei Paul Michaelis Tafelmalerei an der Hochschule für Bildende Künste Dresden. Seitdem war sie in Dresden als Mitglied des Verbands Bildender Künstler der DDR freischaffend tätig.
Edith Rzodeczko war die Schwester der Malerin Ursula Rzodeczko. Ihre Grabstätte befindet sich auf dem Dresdener Trinitatisfriedhof.

## Darstellung Edith Rzodeczkos in der bildenden Kunst (Auswahl)
- Ursula Rzodeczko: Bildnis Edith Rzodeczko (Tafelbild, Öl, 1972)[1]

## Werke (Auswahl)
- Meisterin des Schachspiels Frau Keller-Herrmann (Tafelbild, Öl, 1956)[2]

- Karfreitag (Tafelbild, Öl, 1968)[3]

- Ostern (Tafelbild, Öl, 1969)[4]

- Erinnerung Weihnachten (Tafelbild, Öl, 1970)[5]

## Ausstellungen
- 1985: Dresden, Bezirkskunstausstellung

- 1987: Dresden, Galerie Comenius

- 1989: Görlitz, Galerie am Schönhof[6]

- 2019: Dresden, galeriedrei („Weggefährdinnen“)